# Mithraeum de Mackwiller
Le mithraeum de Mackwiller est un mithraeum situé à Mackwiller, dans le département du Bas-Rhin.

## Historique
Les vestiges d'un sanctuaire consacré au dieu indo-iranien Mithra, lors de travaux de déblaiement dans une carrière de grès, ont été découverts en 1955 par Jean-Jacques Hatt (1913-1997), archéologue et ancien directeur du Musée archéologique de Strasbourg. Le mobilier de la découverte est toujours exposé en bonne place dans ce musée.

## Description

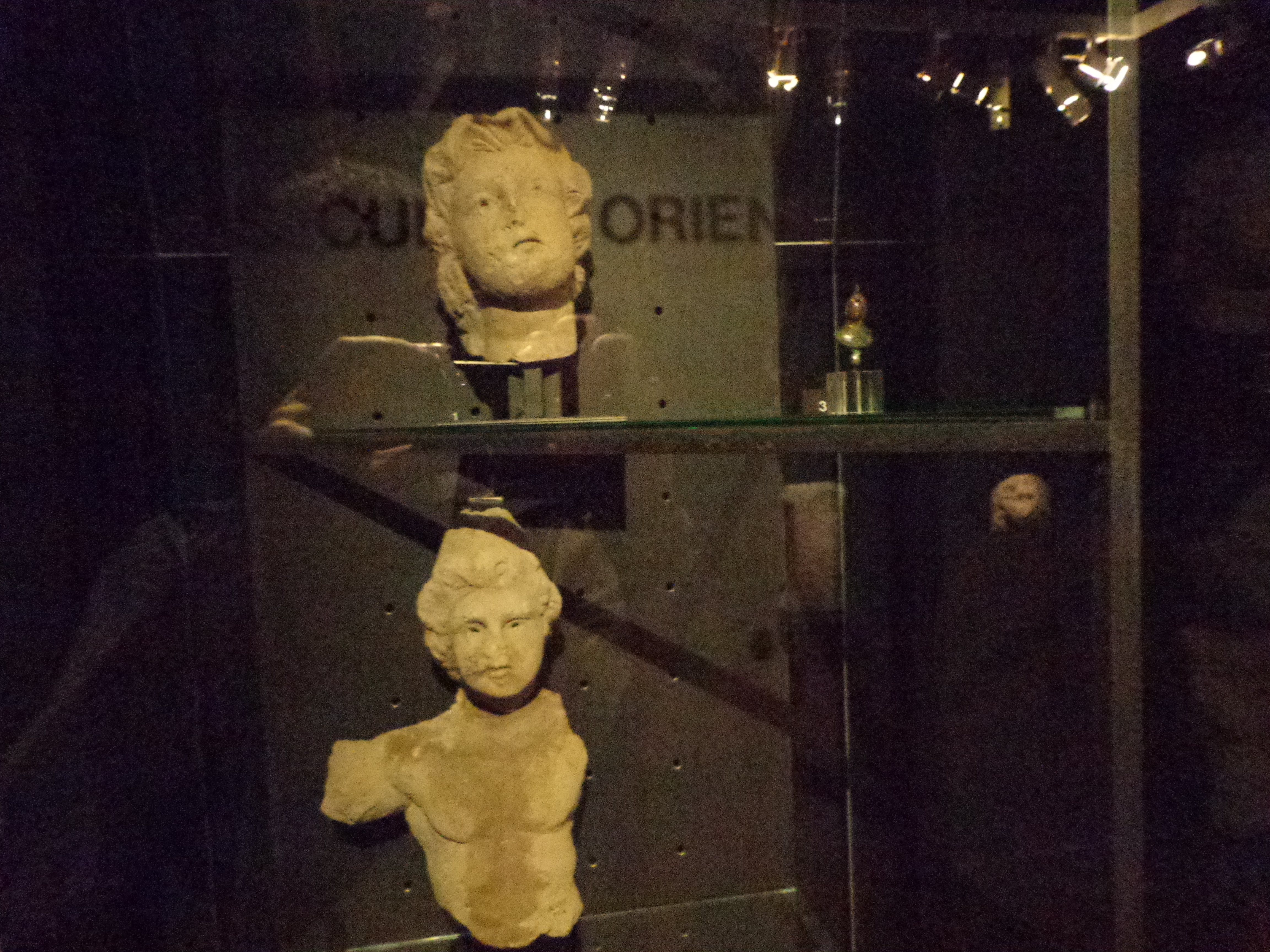
Tête de jeune Mithra.

Selon le rapport de l'archéologue J-J. Hatt, le mithraeum a été construit au milieu du IIe siècle apr. J.-C. sous le règne d'Antonin le Pieux à l'emplacement d'une source. Par une fouille méthodique, les fondations d'un pronaos ont été dégagés. Son centre était occupé par une vasque alimentée par la source voisine, par une  canalisation en bois trouvée sous le dallage. Le pronaos était en forme d'atrium, dont la partie centrale du toit était soutenue par des colonnes toscanes dont des vestiges ont été trouvés lors des fouilles. De nombreux fragments sculptés, dont une tête de jeune Mithra, un morceau de la base d'un grand bas-relief mithriaque (tauroctonie), une trentaine de monnaies éparses, ainsi, qu'un trésor de monnaies du IVe siècle apr. J.-C. y ont été découverts.
Dans un vase en terre se trouvaient 404 pièces de monnaies, dont 3 seulement sont antérieures à la Tétrarchie (une Julia Domna, un Gallien, un Postume). La grande majorité date de Constantin et de ses fils ; 105 sont postérieures à la réforme monétaire de 348, parmi lesquelles 15 Magnence, toutes d'imitation barbare. L'analyse du trésor prouve qu'il s'agissait d'une tire-lire et la dernière en date des monnaies appartient à la 4e période du monnayage de Magnence, soit 352. Cette trouvaille a permis de dater la première destruction du sanctuaire, sans doute, en 352, par la même invasion des Francs et des Alamans qui détruisit Argentoratum, sous le règne de Constance II.